# Sainte-Geneviève-sur-Argence
 Sainte-Geneviève-sur-Argence  là một xã ở tỉnh Aveyron, thuộc vùng Occitanie ở miền nam nước Pháp.